# ترانزستور الغشاء الرقيق

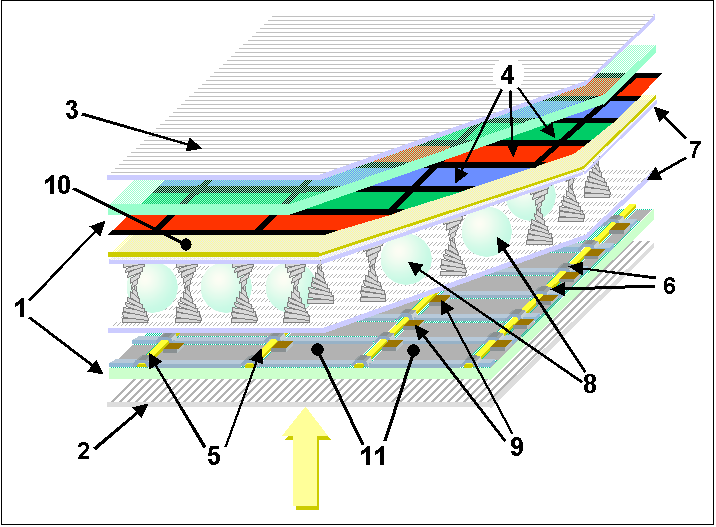
صورة لطبقات ترانزستور

ترانزستور الغشاء الرقيق  (اختصاراً TFT) هو نوع خاص من ترانزستورات موسفت (ترانزستور الأثر الحقلي للأكاسيد المعدنية لأشباه الموصلات)، والذي يحضر من ترسيب غشاء رقيق من طبقة شبه موصل فعال ومكونات أخرى على ركازة داعمة.
كان بول ويمر Paul K. Weimer أول من طور هذا الترانزستور في أوائل ستينيات القرن العشرين في مختبرات RCA.